# Skeletna gradnja
Skeletna gradnja (njem. Fachwerk), način gradnje u kojoj su vanjski i unutarnji zidovi izrađeni od drvenih okvira, a prostor između njih ispunjen različitim građevinskim materijalima, od cigle i žbuke do pletera s ilovačom. Vodoravno postavljeni trupci, ojačani dijagonalama nose teret krova ostavljajući zidove bez nosive uloge.
U njemačkoj postoji Cesta skeletne gradnje, duga 3 000 kilometara, koja prolazi kroz šest saveznih država s tradicijom takve gradnje.

## Vanjske poveznice
|  | Zajednički poslužitelj ima još gradiva o temi Skeletna gradnja |